# Yasunari Hiraoka
Yasunari Hiraoka (平岡 靖成?, Hiraoka Yasunari; Prefettura di Tochigi, 13 marzo 1972) è un ex calciatore giapponese, di ruolo difensore.